# Athanase Matti Shaba Matoka
Athanase Matti Shaba Matoka (* 20. Juni 1930 in Bartella; † 19. März 2025 in Beirut) war syrisch-katholischer Erzbischof von Bagdad.

## Leben
Athanase Matti Shaba Matoka empfing am 17. Oktober 1954 die Priesterweihe.
Papst Johannes Paul II. ernannte ihn am 25. August 1979 zum Titularbischof von Dara dei Siri und zum Weihbischof in Bagdad.
Die Bischofsweihe spendete ihm der Patriarch von Antiochia, Ignatius Antoine II. Hayek, am 8. Dezember desselben Jahres; Mitkonsekratoren waren Cyrille Emmanuel Benni, Erzbischof von Mosul, und Joseph Jacob Abiad, Erzbischof von Homs.
Am 15. Juli 1983 berief ihn Johannes Paul II. zum Erzbischof von Bagdad. Papst Benedikt XVI. nahm am 1. März 2011 sein aus Altersgründen vorgebrachtes Rücktrittsgesuch an.

## Einzelnachweis
1. ↑  Lutto nell’episcopato. In: osservatoreromano.va. 21. März 2025, abgerufen am 21. März 2025 (italienisch).

| Vorgänger                   | Amt                             | Nachfolger  |
| --------------------------- | ------------------------------- | ----------- |
| Athanase Jean Daniel Bakose | Erzbischof von Bagdad 1983–2011 | Yousif Abba |

| Personendaten    | Personendaten                                              |
| ---------------- | ---------------------------------------------------------- |
| NAME             | Matti Shaba Matoka, Athanase                               |
| KURZBESCHREIBUNG | irakischer Geistlicher, emeritierter Erzbischof von Bagdad |
| GEBURTSDATUM     | 20. Juni 1930                                              |
| GEBURTSORT       | Bartelli                                                   |
| STERBEDATUM      | 19. März 2025                                              |
| STERBEORT        | Beirut                                                     |